# Hilde Singenstreu
Hilde Singenstreu (* 5. Juli 1902 in Hannover; † 1988) war eine deutsche Sängerin (Sopran), die sich als Konzert- und Liedersängerin betätigte.

## Leben und Wirken

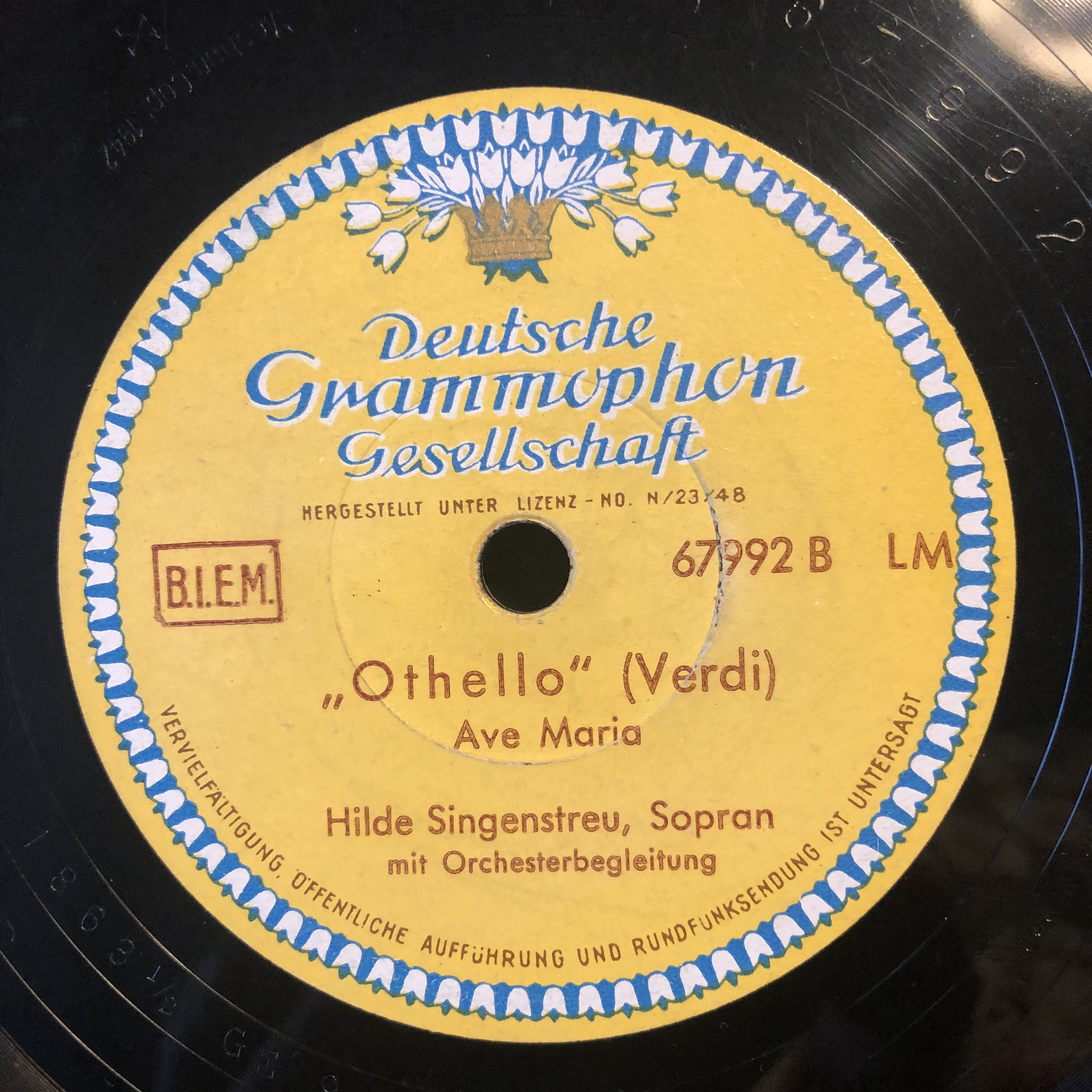
Hilde Singenstreu: Ave Maria (aus Verdis Oper Othello)

Hilde Singenstreu begann ihre Gesangskarriere in der Spielzeit 1924–1925 am Stadttheater Stralsund, um anschließend am Stadttheater Bamberg (1926–1928) und am Landestheater Schwerin (1928–1931) aufzutreten. Hier wirkte sie am 13. November 1931 in der Uraufführung der Oper Friedemann Bach von Paul Graener als Partnerin von Walther Ludwig in der Partie der Antonie mit. Von 1931 bis 1936 trat sie sie am Staatstheater Wiesbaden, anschließend, in den Jahren von 1936 bis 1950 am Staatstheater Hannover. 1939/40 war sie gleichzeitig an der Bayerischen Staatsoper München engagiert.
Während ihres Engagement in Hannover wirkte Singenstreu an mehreren Opern-Uraufführungen teil, Die Fasnacht von Rottweil (1937) von Wilhelm Kempff, Das königliche Opfer (1942) von Georg Vollerthun (in der Rolle der Königin Luise von Preußen), Der Kuckuck von Theben (1943) von Ermanno Wolf-Ferrari (in der Rolle der Alkmene). 1933 gab sie ein Gastspiel an der Oper Frankfurt, 1936 bei den Festspielen in der Waldoper Zoppot (als Irene in Richard Wagners Rienzi), schließlich 1938 an der Berliner Staatsoper (als Marguerite in Charles Gounods Faust).
Im Laufe ihrer Karriere sang Singenstreu ein vielgestaltiges Bühnenrepertoire, aus dem als Höhepunkte die Donna Elvira im Don Giovanni, die Pamina in der Zauberflöte, die Agathe im Freischütz, die Elsa im Lohengrin, die Eva in Die Meistersinger von Nürnberg, die Sieglinde und die Gutrune im Ring des Nibelungen, die Chrysothemis in Elektra von Richard Strauss, der Octavian in dessen Rosenkavalier und die Maria im Friedenstag, sowie die Heliane in Das Wunder der Heliane von Erich Wolfgang Korngold, die Amelia in Giuseppe Verdis Maskenball, die Titelheldin in Adriana Lecouvreur von Francesco Cilea und die Lisa in Pique Dame von Tschaikowsky hervorzuheben sind. Sie war verheiratet mit dem Sänger Otto Fuchs. Singenstreu nahm mehrere Schallplatten für das Label Polydor auf. Auf dem Label Myto ist sie als Marguerite im Faust von Gounod zu hören (Aufführung aus Berlin von 1938 mit Helge Roswaenge und Michael Bohnen).

## Diskographische Hinweise
- Verdi: Ave Maria (Deutsche Grammophon)
- Mascagni: Als euer Sohn einst fortzog (Cavalleria rusticana). Auf: Waldoper Zoppot – Das Bayreuth des Nordens und seine Sänger (Preiser Records 2000)
- Smetana: Die verkaufte Braut – Arie der Maria (Grammophon/Polydor 62834)[1]

## Ehrungen
Aus Anlass des 50. Geburtstages von Adolf Hitler wurde ihr am 20. April 1939 der Titel „Kammersängerin“ verliehen.